# Инан, Сельчук
Сельчу́к Ина́н (тур. Selçuk İnan; род. 10 февраля 1985, Искендерун, Хатай) — турецкий футболист, полузащитник; тренер. Выступал за сборную Турции. Обладал великолепной техникой исполнения штрафных ударов, отлично видел поле и хорошо владел пасом.

## Клубная карьера

### Начало карьеры
Инан начинал играть в футбол в юношеских командах «Карагакспор» и «Дарданелспор». Во взрослой команде «Дарданелспор» состоялся его дебют в профессиональном футболе. Это произошло 1 декабря 2002 года в матче с клубом «Антальяспор», когда Инану было всего 17 лет. В той же встрече он забил и свой первый гол.
После трёх сезонов в «Дарданелспоре» состоялся его переход в «Манисаспор», за который Инан выступал вплоть до 2008 года, когда подписал контракт с «Трабзонспором». В период выступлений за «Манисаспор» Инан Сельчук успел дебютировать в сборной Турции в 2007 году.

### «Трабзонспор»
В первом своём сезоне за новый клуб Инан Сельчук провёл за 32 матча и отметился тремя забитыми мячами, занял с клубом третье место в турецкой СуперЛиге и вышел в Лигу Европы. В следующем сезоне состоялся и его дебют в еврокубках. В чемпионате Турции на этот раз сыграл 28 раз и забил два мяча, заняв с командой пятое место и снова получив путёвку в Лигу Европы. Попутно был выигран Кубок Турции. Заключительный сезон в составе «Трабзонспора» вышел самым удачным для Инана. Он занял с командой второе место в чемпионате и получил путёвку в Лигу чемпионов. За три сезона сыграл за клуб 93 матча и забил 7 голов.

### «Галатасарай»
25 мая 2011 года Инан Сельчук на правах свободного агента переходит в «Галатасарай». В первый же свой сезон становится вместе с клубом чемпионом Турции. Также получает награды лучшему ассистенту чемпионата, лучшему полузащитнику чемпионата и становится лучшим футболистом сезона 2011/2012. За два сезона в «Галатасарае» сыграл за основной состав 70 матчей и забил 19 голов.

## Сборная
Выступал за сборные Турции всех возрастов. С 2007 года выступает за первую сборную Турции. Дебют Инана состоялся 13 октября 2007 года в матче с командой Молдавии. Первый мяч за национальную команду забил 24 мая 2012 года в матче со сборной Грузии.

## Статистика

### Клубная статистика
| Выступление      | Выступление      | Выступление      | Лига | Лига | Кубок страны | Кубок страны | Кубок лиги | Кубок лиги | Еврокубки | Еврокубки | Итого | Итого |
| Клуб             | Лига             | Сезон            | Игры | Голы | Игры         | Голы         | Игры       | Голы       | Игры      | Голы      | Игры  | Голы  |
| ---------------- | ---------------- | ---------------- | ---- | ---- | ------------ | ------------ | ---------- | ---------- | --------- | --------- | ----- | ----- |
| Дарданелспор     | Первая лига      | 2002/03          | 20   | 2    | 1            | -            | —          | —          | —         | —         | 21    | 2     |
| Дарданелспор     | Первая лига      | 2003/04          | 14   | -    | —            | —            | —          | —          | —         | —         | 14    | 0     |
| Дарданелспор     | Первая лига      | 2004/05          | 27   | 2    | 1            | -            | —          | —          | —         | —         | 28    | 2     |
| Дарданелспор     | Первая лига      | 2005/06          | 15   | 2    | —            | —            | —          | —          | —         | —         | 15    | 2     |
| Дарданелспор     | Итого            | Итого            | 76   | 6    | 2            | -            | —          | —          | —         | —         | 78    | 6     |
| Манисаспор       | Суперлига        | 2005/06          | 13   | 3    | —            | —            | —          | —          | —         | —         | 13    | 3     |
| Манисаспор       | Суперлига        | 2006/07          | 32   | 3    | 7            | -            | —          | —          | —         | —         | 39    | 3     |
| Манисаспор       | Суперлига        | 2007/08          | 30   | 5    | 4            | 1            | —          | —          | —         | —         | 34    | 6     |
| Манисаспор       | Итого            | Итого            | 75   | 11   | 11           | 1            | —          | —          | —         | —         | 86    | 12    |
| Трабзонспор      | Суперлига        | 2008/09          | 32   | 3    | 4            | -            | —          | —          | —         | —         | 36    | 3     |
| Трабзонспор      | Суперлига        | 2009/10          | 28   | 2    | 10           | -            | —          | —          | 2         | -         | 40    | 2     |
| Трабзонспор      | Суперлига        | 2010/11          | 33   | 2    | 2            | -            | —          | —          | 2         | -         | 37    | 2     |
| Трабзонспор      | Итого            | Итого            | 93   | 7    | 16           | -            | —          | —          | 4         | -         | 113   | 7     |
| Галатасарай      | Суперлига        | 2011/12          | 39   | 13   | 1            | -            | —          | —          | —         | —         | 40    | 13    |
| Галатасарай      | Суперлига        | 2012/13          | 31   | 6    | —            | —            | 1          | 1          | 10        | -         | 42    | 7     |
| Галатасарай      | Суперлига        | 2013/14          | 3    | -    | —            | —            | —          | —          | —         | —         | 3     | 0     |
| Галатасарай      | Итого            | Итого            | 73   | 19   | 1            | -            | 1          | 1          | 10        | -         | 85    | 20    |
| Всего за карьеру | Всего за карьеру | Всего за карьеру | 317  | 43   | 30           | 1            | 1          | 1          | 14        | -         | 362   | 45    |

### Голы за сборную
| #  | Дата             | Место                                       | Соперник | Счёт | Результат | Турнир                                               |
| -- | ---------------- | ------------------------------------------- | -------- | ---- | --------- | ---------------------------------------------------- |
| 1. | 24 мая 2012      | Ред Булл Арена, Зальцбург, Австрия          | Грузия   | 1-3  | 1-3       | Товарищеский матч                                    |
| 2. | 11 сентября 2012 | Тюрк Телеком Арена, Стамбул, Турция         | Эстония  | 3-0  | 3-0       | Квалификация ЧМ-2014                                 |
| 3. | 22 марта 2013    | Комуналь, Андорра-ла-Велья, Андорра         | Андорра  | 1-0  | 2-0       | Квалификация ЧМ-2014                                 |
| 4. | 28 мая 2013      | Шауинсланд-Райзен-Арена, Дуйсбург, Германия | Латвия   | 0-2  | 3-3       | Товарищеский матч                                    |
| 5. | 13 октября 2015  | Буйюкшехир, Конья, Турция                   | Исландия | 1-0  | 1-0       | Чемпионат Европы по футболу 2016 (отборочный турнир) |

## Достижения
Командные
«Трабзонспор»
- Обладатель Кубка Турции: 2009/10
- Обладатель Суперкубка Турции: 2010

«Галатасарай»
- Чемпион Турции (4): 2011/12, 2012/13, 2014/15, 2017/18
- Обладатель Кубка Турции: 2013/14
- Обладатель Суперкубка Турции (3): 2012, 2013, 2015
- Emirates Cup: 2013

Личные
- Лучший ассистент чемпионата Турции: 2011/12 (16 голевых передач)
- Лучший полузащитник года в Турции: 2011/12[6]
- Лучший игрок чемпионата Турции: 2011/12[7]
- Футболист года в Турции: 2012[8]